# 友ヶ島
友ヶ島（ともがしま）は、和歌山県和歌山市深山に属し、紀淡海峡（友ヶ島水道）に浮かぶ無人島群。瀬戸内海国立公園の一部。
本稿では「友ヶ島」を地ノ島、神島、沖ノ島、虎島の総称として扱う。

## 地理

友ヶ島の空中写真。左側（西）の島が沖ノ島、右側（東）の島が地ノ島。2022年1月22日撮影の20枚を合成作成。

大阪湾と紀伊水道を分ける紀淡海峡を塞ぐ形で立地し、東は紀伊半島、西は淡路島と対する。紀淡海峡は地ノ島と沖ノ島により、「淡路島 - 『由良瀬戸』 - 沖ノ島 - 『中ノ瀬戸』 - 地ノ島 - 『加太ノ瀬戸』 - 紀伊半島」と三分されている。中でも由良瀬戸は、重要航路がひしめく要所である。
地ノ島東端と沖ノ島西端に灯台がある。沖ノ島の灯台は明治初期に作られた歴史ある灯台である。友ヶ島灯台（沖ノ島）も参照。
従前の日本測地系による東経135度線（日本標準時子午線）は由良瀬戸を通っていた。2002年に世界測地系が採用されると、東経135度線は友ヶ島灯台の西側の広場を通ることになった。2007年11月に友ヶ島灯台完成135周年記念の「友ヶ島135°」というイベントが行われ、その際世界測地系に基づく東経135度を示した標識が建てられた。世界測地系の採用以前も、友ヶ島灯台の近くに東経135度線を示す構造物があったという。
沖ノ島のコウノ巣山展望台付近に参謀本部測量局（後の陸地測量部、国土地理院の前身）により明治18年に設置された一等三角点『友ケ島』（重点整備点）がある（標高 119.71 m、北緯34度16分50.9161秒 東経135度0分21.2704秒 / 北緯34.280810028度 東経135.005908444度）。
航空保安無線施設の"友"「TOMO」VOR/DME (TME 116.4MHz) が沖ノ島の山の頂上にかつて存在した。
江戸時代の海賊、つむじ風剛右衛門の財宝伝説がある。

### 神島
神島は沖ノ島の北方にあり少彦名命を祀る神社（淡嶋神社）が鎮座していた。対岸加太にある淡嶋神社は神島が発祥の地とされる。詳しくは淡嶋神社の由緒を参照。

### 虎島
虎島は沖ノ島北東部に連なる陸繋島である。虎島に通じる堤防は崩落しており陸から渡ることは困難である。

## 気候
| 友ケ島（1998年 - 2020年）の気候    | 友ケ島（1998年 - 2020年）の気候 | 友ケ島（1998年 - 2020年）の気候 | 友ケ島（1998年 - 2020年）の気候 | 友ケ島（1998年 - 2020年）の気候 | 友ケ島（1998年 - 2020年）の気候 | 友ケ島（1998年 - 2020年）の気候 | 友ケ島（1998年 - 2020年）の気候 | 友ケ島（1998年 - 2020年）の気候 | 友ケ島（1998年 - 2020年）の気候 | 友ケ島（1998年 - 2020年）の気候 | 友ケ島（1998年 - 2020年）の気候 | 友ケ島（1998年 - 2020年）の気候 | 友ケ島（1998年 - 2020年）の気候 |
| 月                                 | 1月                             | 2月                             | 3月                             | 4月                             | 5月                             | 6月                             | 7月                             | 8月                             | 9月                             | 10月                            | 11月                            | 12月                            | 年                              |
| ---------------------------------- | ------------------------------- | ------------------------------- | ------------------------------- | ------------------------------- | ------------------------------- | ------------------------------- | ------------------------------- | ------------------------------- | ------------------------------- | ------------------------------- | ------------------------------- | ------------------------------- | ------------------------------- |
| 最高気温記録 °C （°F）             | 17.8 (64)                       | 20.2 (68.4)                     | 23.1 (73.6)                     | 26.7 (80.1)                     | 30.1 (86.2)                     | 33.2 (91.8)                     | 36.1 (97)                       | 37.8 (100)                      | 35.7 (96.3)                     | 31.1 (88)                       | 27.8 (82)                       | 22.9 (73.2)                     | 37.8 (100)                      |
| 平均最高気温 °C （°F）             | 9.9 (49.8)                      | 10.2 (50.4)                     | 13.4 (56.1)                     | 18.0 (64.4)                     | 22.3 (72.1)                     | 25.2 (77.4)                     | 28.9 (84)                       | 31.2 (88.2)                     | 28.4 (83.1)                     | 23.1 (73.6)                     | 17.7 (63.9)                     | 12.5 (54.5)                     | - (68.13)                       |
| 日平均気温 °C （°F）               | 6.8 (44.2)                      | 6.8 (44.2)                      | 9.5 (49.1)                      | 14.0 (57.2)                     | 18.3 (64.9)                     | 21.7 (71.1)                     | 25.4 (77.7)                     | 27.1 (80.8)                     | 24.5 (76.1)                     | 19.7 (67.5)                     | 14.7 (58.5)                     | 9.5 (49.1)                      | - (61.7)                        |
| 平均最低気温 °C （°F）             | 4.4 (39.9)                      | 4.2 (39.6)                      | 6.5 (43.7)                      | 10.9 (51.6)                     | 15.4 (59.7)                     | 19.4 (66.9)                     | 23.3 (73.9)                     | 24.7 (76.5)                     | 22.1 (71.8)                     | 17.3 (63.1)                     | 12.2 (54)                       | 7.1 (44.8)                      | - (57.12)                       |
| 最低気温記録 °C （°F）             | −2.6 (27.3)                     | −1.6 (29.1)                     | 0.7 (33.3)                      | 4.4 (39.9)                      | 9.0 (48.2)                      | 14.6 (58.3)                     | 18.8 (65.8)                     | 19.9 (67.8)                     | 15.4 (59.7)                     | 10.5 (50.9)                     | 3.7 (38.7)                      | 0.3 (32.5)                      | −2.6 (27.3)                     |
| 降水量 mm （inch）                 | 41.5 (1.634)                    | 57.7 (2.272)                    | 86.7 (3.413)                    | 83.6 (3.291)                    | 124.2 (4.89)                    | 166.2 (6.543)                   | 148.4 (5.843)                   | 105.5 (4.154)                   | 178.8 (7.039)                   | 171.6 (6.756)                   | 89.9 (3.539)                    | 62.0 (2.441)                    | 1,288 (50.709)                  |
| 平均降水日数 （≥1.0 mm）           | 5.4                             | 6.6                             | 8.6                             | 8.6                             | 8.9                             | 11.2                            | 9.9                             | 6.4                             | 9.7                             | 8.9                             | 5.7                             | 5.8                             | 95.2                            |
| 平均月間日照時間                   | 158.0                           | 150.8                           | 190.0                           | 196.6                           | 219.1                           | 165.1                           | 200.6                           | 244.5                           | 176.5                           | 171.5                           | 153.7                           | 149.6                           | 2,200.5                         |
| 出典1：Japan Meteorological Agency |                                 |                                 |                                 |                                 |                                 |                                 |                                 |                                 |                                 |                                 |                                 |                                 |                                 |
| 出典2：気象庁                      |                                 |                                 |                                 |                                 |                                 |                                 |                                 |                                 |                                 |                                 |                                 |                                 |                                 |

## 歴史

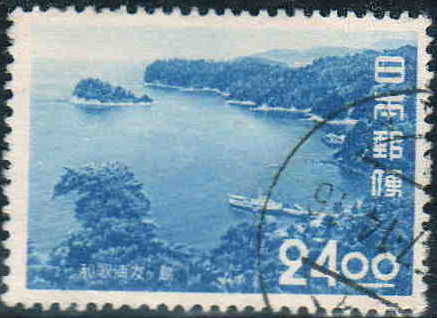
沖ノ島野奈浦を描く切手（1951年発行）

江戸時代において、紀州藩の藩主であった徳川頼宣の命令を受けた紀州藩の蘭学者、李 梅渓（り ばいけい）が虎島内に葛城修験道における5つの「行場」を書いた文字を彫った。これを「五所の額」という。現在もその跡が残っている。なお、修験道の山伏修行では今でも虎島にあるこれらの行場へ向かい、断崖絶壁の崖を上り下りして修業を行なう。
明治時代に大日本帝国陸軍により、外国艦隊の大阪湾への進入を防ぐ目的で、沖ノ島内5箇所と虎島に砲台や防備衛所が造られた。第二次世界大戦までは要塞施設として一般人の立入は禁止され、当時の地図や地形図にも白く塗りつぶされて記載されなかった。島内の遊歩道に道幅の広い部分が多いのは、砲台などへ通じる軍用道路として開削されたためである。
後の第二次世界大戦は航空戦主体となり、対艦用に造られた砲台は使用されることのないまま終戦を迎えた。戦後は友ヶ島全体が瀬戸内海国立公園に指定された為、終戦時に爆破処分された第2砲台以外は軍事施設跡が比較的良好な状態で残っている。第3砲台は映画や雑誌などのロケで使用されることがあり、2003年には土木学会選奨土木遺産に選ばれた。1951年に郵政省（現在の日本郵便）が「観光地百選」シリーズのひとつとして沖ノ島を描く24円切手を発行している。
瀬戸内海国立公園に指定されてから南海電鉄グループにより観光開発が行われた。系列の南汽観光により加太港 - 沖ノ島間の航路が開設され、キャンプ場やバンガロー村として夏場は賑わっていたが、2000年頃には観光客数が最盛期の1/5まで減少したため、南海電鉄は2002年3月末に全ての友ヶ島観光事業から撤退した。今でも島内の何箇所かで電灯柱にて「南海」の表記や看板などにも南海電鉄の文字が見受けられる。
南海電鉄の撤退後、航路を(有)友ヶ島汽船が引き継ぐが、これも2006年12月17日に廃業。その後、加太漁業協同組合が人員や船などを引き継いだ法人を設立し、「友ヶ島汽船(株)」として運行している。

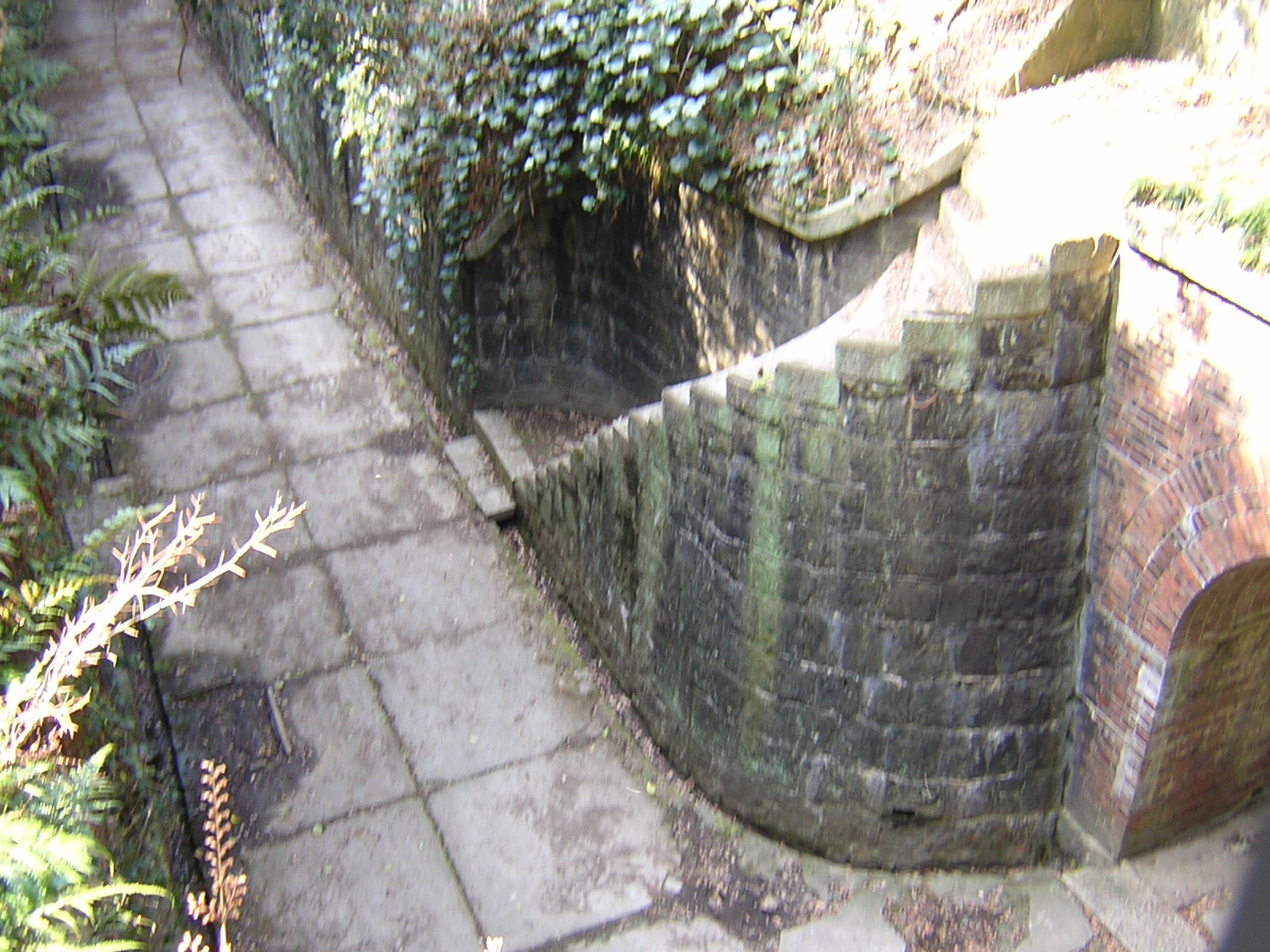
階段。ビデオゲーム『デスクリムゾン』オープニングムービーの「上から来るぞ！気をつけろ！」の階段としてファンに親しまれたが、現在は安全のために柵で通れなくなっている。
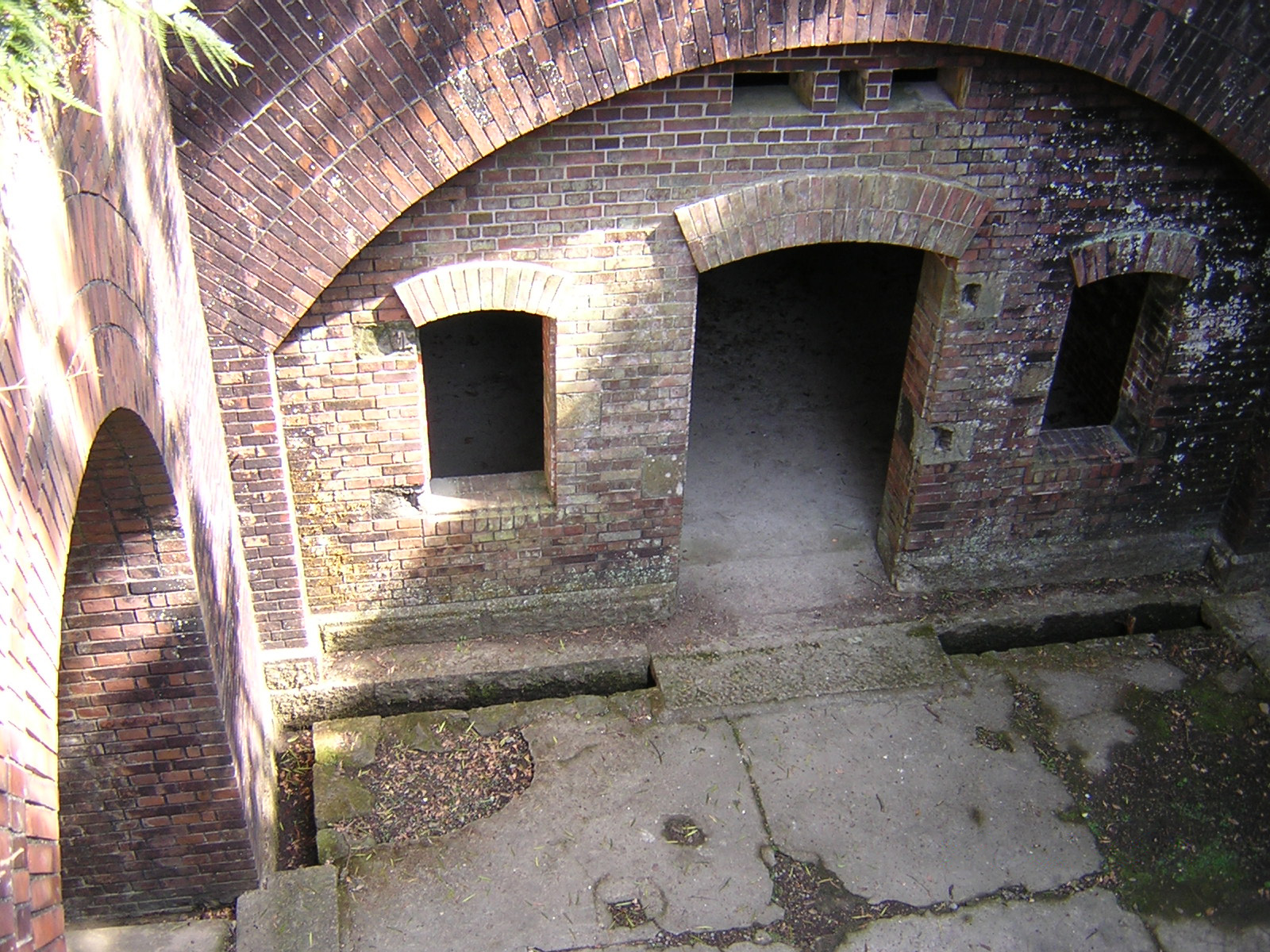
第3砲台の貯蔵庫。戦時中に建設された第3砲台跡は、戦後は観光利用され、また映画やビデオゲームのロケ地としても利用された。
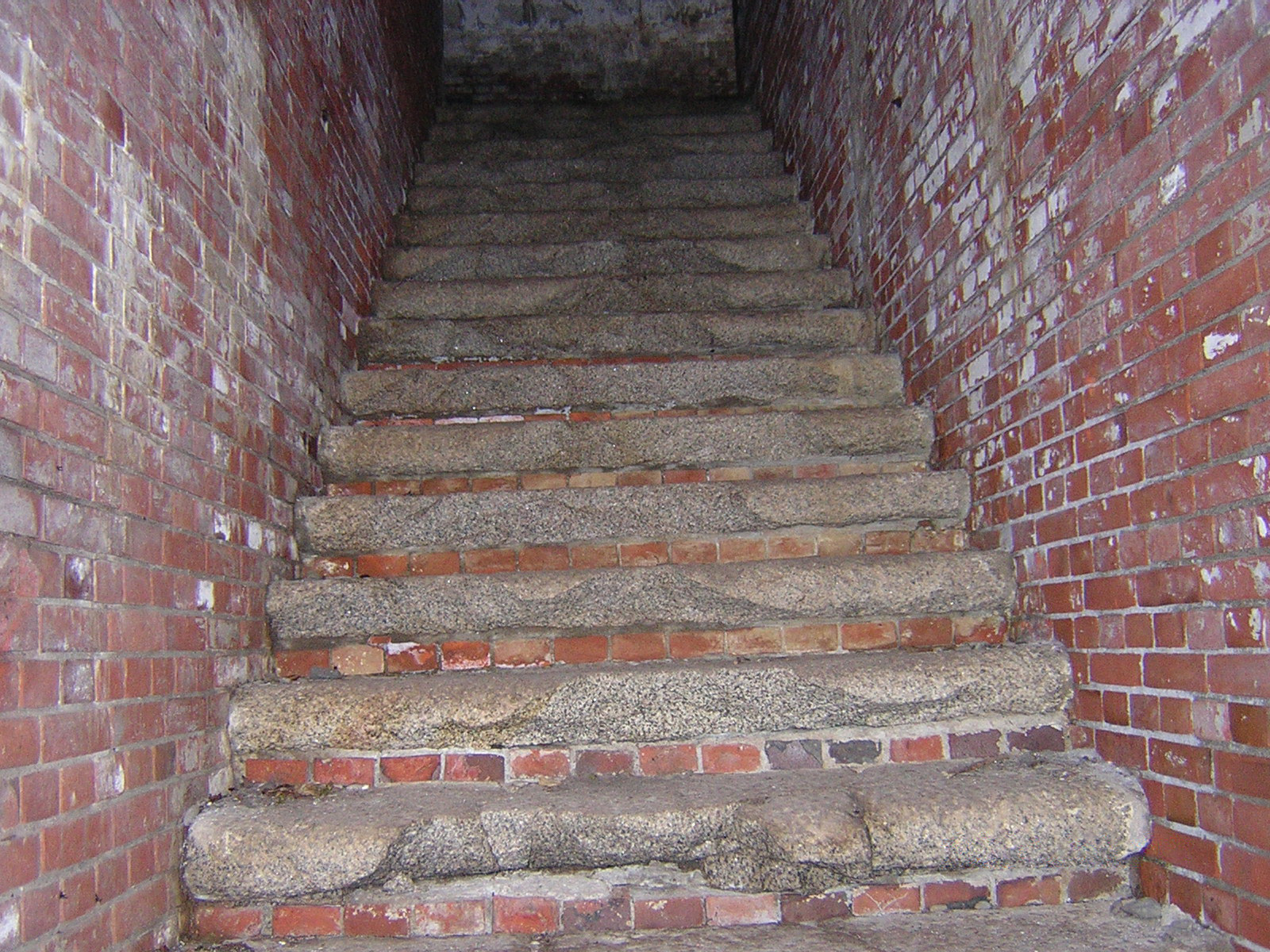
第3砲台の階段
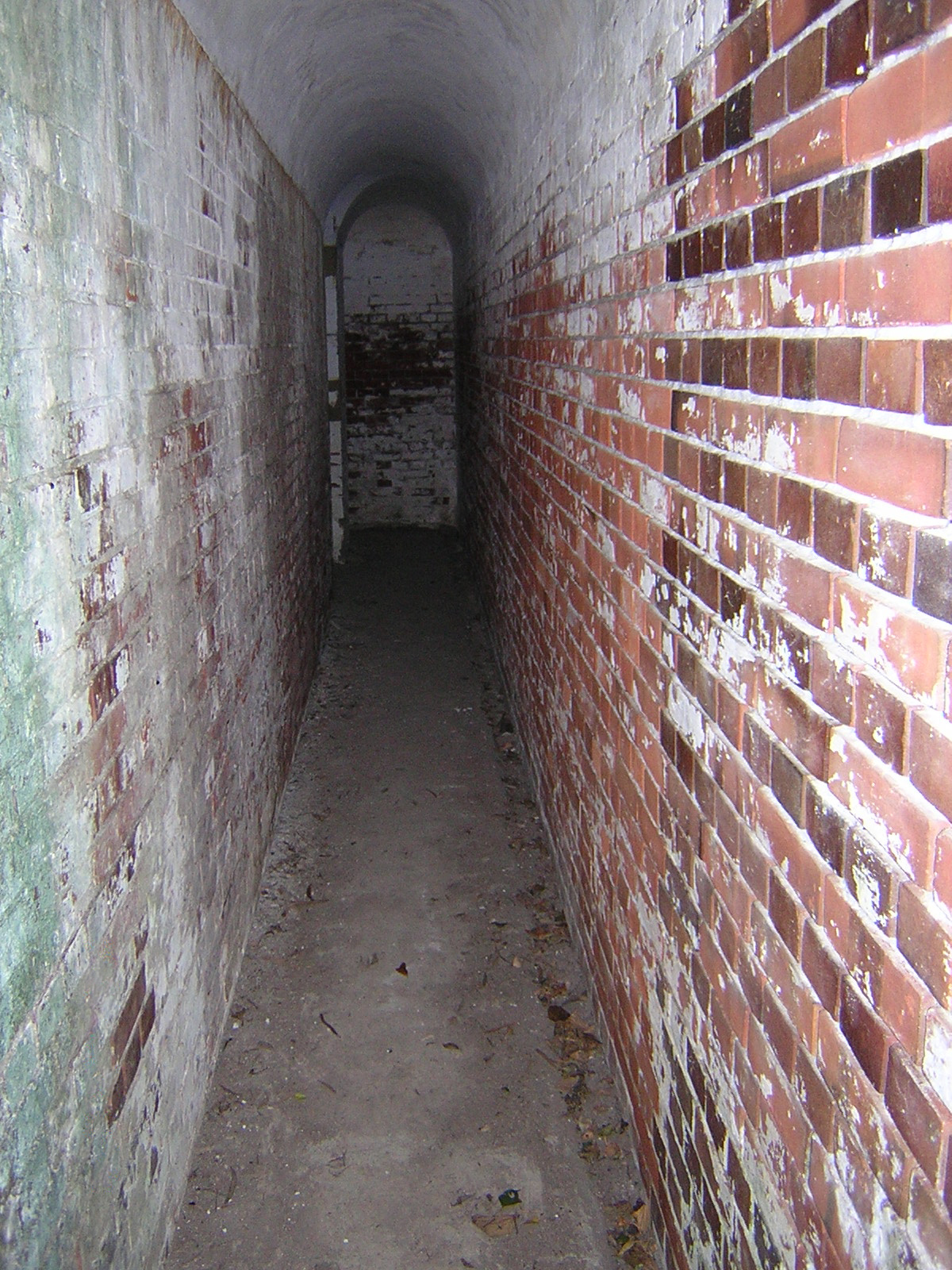
第3砲台貯蔵庫の通路

## 島内

### 環境
沖ノ島に棲息する鹿は、南海電鉄が事業を手がけていた時代に観光用として放たれたものである。現在は世話をされることが無くなったため、野生化しつつある。鹿と共に、孔雀も数羽放たれている。島内の蛇やマムシの駆除用に放たれたと言われている。
沖ノ島には4箇所のバイアニクストイレ（自己完結型循環式水洗トイレ）が設置されている。「バイアニクストイレ」（東陽綱業の商標）は杉のチップを用いて微生物の働きで分解し、それによって作り出された液によって便器を洗浄して再利用する自立循環型のトイレである。水を一切使用しないため、洗浄液は「木質の灰汁色」となっている。
港付近に一軒民宿がある。島内には南垂水キャンプ場がある。島内でキャンプを行う場合には友ヶ島案内センターへの事前届出が必要で、キャンプ時の直火の使用は禁止されている。
島内の井戸水は飲用水として利用することはできない。

### インフラ
以前は、沖ノ島内の軍用に使用されていた発電所を保守しながら使用した自家発電で賄っていて、22時になると電力供給が停まっていた。しかし、関西国際空港の開港で航空路上となったことで、航空保安無線施設を沖ノ島内の第3砲台・コウノ巣山展望台近くに建設することとなり、従来の自家発電では電力を賄えきれないため、対岸の加太地区淡嶋神社近くより海底を経由して南垂水地区までの電力ケーブルが関西国際空港開港前の1993年に開通した。この電力供給開始に伴い、島内の自家発電設備は使用停止された。電話についても電力とほぼ同ルートで海底ケーブルが敷設されている。

## 交通

### 航路
- 加太港から航路（加太漁業協同組合が出資の「友ヶ島汽船(株)」、沖ノ島まで約15〜20分）
尚夏期やゴールデンウィーク等、ハイシーズン時は乗船定員（100人程）の関係で積み残しが出る場合がある。
加太港へは南海加太線 加太駅下車、徒歩約800mまたはデマンド型乗合タクシー[6]ゑびすや前駐車場停留所下車。

### 道路計画
地ノ島、沖ノ島を横断する形で紀淡連絡道路が計画されている。もし実現した場合には、景観や自然環境に大きな影響が及ぶものと予測されるが、現時点では構想の域を出ていない。沖ノ島のコウノ巣山展望台には、紀淡連絡道路に備えて気象などの観測を行なう国土交通省近畿幹線道路調査事務所管轄の沖ノ島観測所がある。